# Jean-Alain Boumsong
Jean-Alain Boumsong-Somkong (Douala, Camerún, 14 de diciembre de 1979) es un exfutbolista camerunés, naturalizado francés. Jugaba de defensa y su último equipo fue el Panathinaikos de la Super Liga de Grecia. Actualmente trabaja como asistente de Clarence Seedorf.

## Trayectoria
Nacido en Douala, Jean-Alain Boumsong se trasladó a Francia a los 14 años. Tres años más tarde firma su primer contrato con  el US Palaiseau donde juega entre 1995 y 1997 antes de dar el salto a la Ligue 1 con Le Havre francés con 20 años de edad donde permaneció hasta el 2000. Después ficharía por el Auxerre de Guy Roux. En Borgoña, junto a Philippe Mexès en la defensa gana con su club la Copa de Francia.
Durante mucho tiempo fue objetivo del exentrenador del Liverpool, Gérard Houllier y la prensa especulaba que era cuestión de tiempo que Boumsong fichara por el Liverpool. Sin embargo, abandonó el Auxerre como agente libre y su representante, el escocés Willie McKay, negoció una mejor oferta del equipo escocés del Glasgow Rangers.

### Glasgow Rangers y Newcastle
Tras esto, Boumsong fichó por el Glasgow Rangers de Alex McLeish en verano de 2004 y firmó por cinco años. Boumsong se adaptó rápidamente al juego escocés y demostró su habilidad como medio centro, creando rumores de que su estancia en Glasgow iba a ser más corta de lo esperado dado el interés de los grandes clubs. A mediados de la temporada 2004-05, el Newcastle a las órdenes de Graeme Souness, hizo una oferta de 8 millones de £ por Boumsong que el Rangers aceptó y cuyo contrato finalizó en enero de 2005 cuando se abrió el mercado de invierno. Boumsong firmó por 5 años y medio con las urracas. Sin embargo, como Boumsong había jugado un número necesario de partidos en el Rangers esa temporada, recibió la medalla de campeones de la liga escocesa a pesar de haber jugado en el Newcastle cinco meses ya que el Rangers ganó la liga.
Las primeras actuaciones de Boumsong con el Newcastle fueron prometedoras, pero degeneró rápidamente después de dos costosos errores en un partido de liga ante el Manchester United en la temporada siguiente. Su fama se agravó por los problemas personales, las dificultades en el campo se multiplicaron rápidamente y algunos ya empezaban a cuestionar su precio, 8 millones de £. En el momento de su salida, la experiencia de Boumsong en el Newcastle se consideró como un ejemplo de extravagancia del Newcastle pagando grandes cantidades por jugadores de calidad limitada. 
Su compañero en la defensa del Newcastle, Titus Bramble, tuvo mala fama por cometer errores clamorosos y se les denominó: 'el Show en directo de los Chuckle Brothers'.
Su traspaso del Rangers al Newcastle United en enero de 2005 fue uno de los traspasos que fue investigado por Stevens, por caso de corrupción en junio de 2007, el cual expresó su preocupación:
"Sigue habiendo incongruencias en las pruebas aportadas por Graeme Souness, ex entrenador del club, y su presidente Freddy Shepherd actuando en un papel indefinido pero no como club oficial sino como negociador de traspasos".
"La investigación está a la espera de la declaración de su representante Willie McKay". 
Sin embargo, la investigación llevada a cabo por Stevens publicó después dos aclaraciones. Por un lado dijo de Souness: "Queremos dejar claro que las incoherencias no existen dentro de los motivos alegados por Graeme Souness a Quest en relación con su papel en los traspasos cubiertos por la investigación durante su tiempo como entrenador del Newcastle United FC y ni la Premier League ni Quest tienen duda al respecto". Por lo que respecta a McKay declaró: "En relación con las principales conclusiones de Quest, en el informe publicado el 15 de junio de 2007 por la Premier League, Quest subraya que, en ese informe no hay pruebas de pagos irregulares que se encontraron en las transferencias en el periodo de investigación en el cual participó el representante Willie McKay. Quest quiere dar las gracias al Sr McKay por su cooperación con la investigación". Recientemente ha sido visto en St James' Park el 5 de agosto.

### Juventus y Lyon
El 22 de agosto de 2006 Boumsong fichó por la Juventus por cuatro años recientemente descendida a la Serie B por un escándalo de corrupción y que pagó un total de 4.8 millones de € al Newcastle con futuros incentivos relacionados con su actuación en un futuro con la Juventus. En septiembre del 2006 Boumsong anotó su primer gol ante el Crotone, donde la Juventus ganó por 3-0. Valeri Bojinov anotó los otros dos. Durante la temporada 2006-07 fue un jugador regular para su entrenador Didier Deschamps. Boumsong consiguió ascender con la Juventus a la Serie A. En septiembre de 2007 se lesionó en el muslo izquierdo en un partido amistoso ante el Real Zaragoza y estuvo 2 meses de baja. De vuelta de su lesión Boumsong jugó muy pocos partidos. Ya estaba Claudio Ranieri como nuevo entrenador. En el último partido de Boumsong con la Juventus, logró marcar el empate en la Coppa Italia ante su rival, el Inter el 23 de enero de 2008. Jugó un total de 33 partidos marcando 2 goles.
El 26 de enero de 2008, Boumsong fichó por el Olympique Lyonnais francés por 3 millones de € y por un periodo de tres años y medio de contrato. Boumsong declaró que fue al Lyon con el fin de tener más posibilidades de estar en el equipo de Raymond Domenech en la EURO 2008. Llegaba para sustituir al defensa Cleber Anderson que se había lesionado 6 meses.

## Clubes
| Club              | País       | Año       | Jugados | Goles |
| ----------------- | ---------- | --------- | ------- | ----- |
| Le Havre AC       | Francia    | 1997-2000 | 42      | 1     |
| AJ Auxerre        | Francia    | 2000-2004 | 133     | 3     |
| Glasgow Rangers   | Escocia    | 2004-2005 | 18      | 2     |
| Newcastle United  | Inglaterra | 2005-2006 | 47      | 0     |
| Juventus de Turín | Italia     | 2006-2008 | 33      | 2     |
| Olympique de Lyon | Francia    | 2008-2010 | 59      | 2     |
| Panathinaikos     | Grecia     | 2010-2013 | 63      | 5     |

## Selección nacional
Boumsong jugó el campeonato de Europa sub-21 en Suiza en 2002, donde llegó con Francia a la final y la perdieron ante la República Checa. El 11 de octubre de 2003, Boumsong marcó el primero y único gol ante Israel con los blues. Boumsong hizo su debut con Francia el 20 de junio de 2003 contra Japón y formó parte del equipo que disputó la Euro 2004 aunque solo hizo una breve aparición durante un partido como sustituto. Se estableció a sí mismo como un comienzo regular con la selección nacional en la clasificación para la Copa Mundial 2006, pero no se le pudo ver en acción durante la competición porque Lilian Thuram regresó al equipo. Sin embargo fue subcampeón con Francia. Boumsong jugó dos partidos completos en la fase de clasificación para la Euro 2008 y fue convocado por Francia para jugar la Euro 2008 junto con su compañero Sébastien Squillaci en detrimento de Julien Escudé y de Philippe Mexès. Boumsong apareció solo en un partido sustituyendo a Samir Nasri durante el Francia-Italia en la fase de grupos. El mismo Nasri entró en el campo 16 minutos antes, sustituyendo a Franck Ribéry por lesión. Pero la expulsión de Éric Abidal hizo que el entrenador francés Raymond Domenech decidiera quitar, por cuestiones tácticas, al mediocentro Nasri para que entrara el defensa Boumsong. Curiosamente, cuatro años antes en la Euro 2004, Boumsong salió al terreno de juego como el sustituto de un sustituto, cuando fue cambiado por William Gallas durante un partido contra Suiza, con lo que es el primer jugador en la historia del Campeonato de Europa que logra esta proeza dos veces.

### Participaciones en Copas del Mundo
| Mundial                        | Sede     | Resultado  |
| ------------------------------ | -------- | ---------- |
| Copa Mundial de Fútbol de 2006 | Alemania | Subcampeón |

### Participaciones en Eurocopas
| Eurocopa      | Sede            | Resultado        |
| ------------- | --------------- | ---------------- |
| Eurocopa 2004 | Portugal        | Cuartos de final |
| Eurocopa 2008 | Austria y Suiza | Fase de grupos   |

## Vida personal
Se graduó en matemáticas por la Universidad de Le Havre. Su familia está formada por numerosos artistas, su hermano mayor, Sarga Abad Boumsong Somkong, es autor del Livre du Néant (Libro de la Nada), una recopilación de poesía puesta en imagen en 2007 por el realizador y actor Sébastien Onomo, que resulta ser un primo de la familia. Su hermano menor, Yannick Boumsong, fue jugador profesional. Es licenciado en matemáticas. Boumsong está casado con Juliette y tiene una hija, Eva, que nació el 12 de diciembre de 2007. Es el primo mayor de David N'Gog que juega en el Liverpool F.C. Sus padres eran dos jugadores de voleibol y por esto el voleibol es una de sus pasiones.

## Palmarés
| Título                  | Club              | País    | Año  |
| ----------------------- | ----------------- | ------- | ---- |
| Copa Gambardella        | Le Havre AC       | Francia | 2000 |
| Copa de Francia         | AJ Auxerre        | Francia | 2003 |
| Scottish Premier League | Glasgow Rangers   | Escocia | 2005 |
| Serie B                 | Juventus de Turín | Italia  | 2007 |
| Ligue 1                 | Olympique de Lyon | Francia | 2008 |
| Copa de Francia         | Olympique de Lyon | Francia | 2008 |